# Mezquita Imam Ali (Shaki)
La Mezquita Imam Ali (en azerí: İmam Əli məscidi) es una mezquita histórica y arquitectónica ubicada en la ciudad de Shaki, Azerbaiyán.

## Historia
La mezquita Imam Ali fue construida en 1775, en el barrio de Ganjali de la ciudad de Shaki. Se desconoce la fecha exacta de la construcción de la mezquita. El área total de la mezquita es de 660 m2. La mezquita tiene forma cuadrangular y consta de 2 plantas. Hay habitaciones auxiliares en la planta baja. En el segundo piso, hay una sala de oración con un área de 26x13 metros.
La mezquita fue construida con ladrillos quemados. Las paredes tienen 75 cm de espesor. La mezquita Imam Ali ha conservado su aspecto original. Sin embargo, después de la ocupación soviética en Azerbaiyán, el minarete de la mezquita Imam Ali fue destruido y la mezquita dejó de funcionar. Después de que Azerbaiyán recuperó la independencia, el minarete y el altar fueron reconstruidos en 1997. La altura del minarete actual es de 22 metros.

## Galería

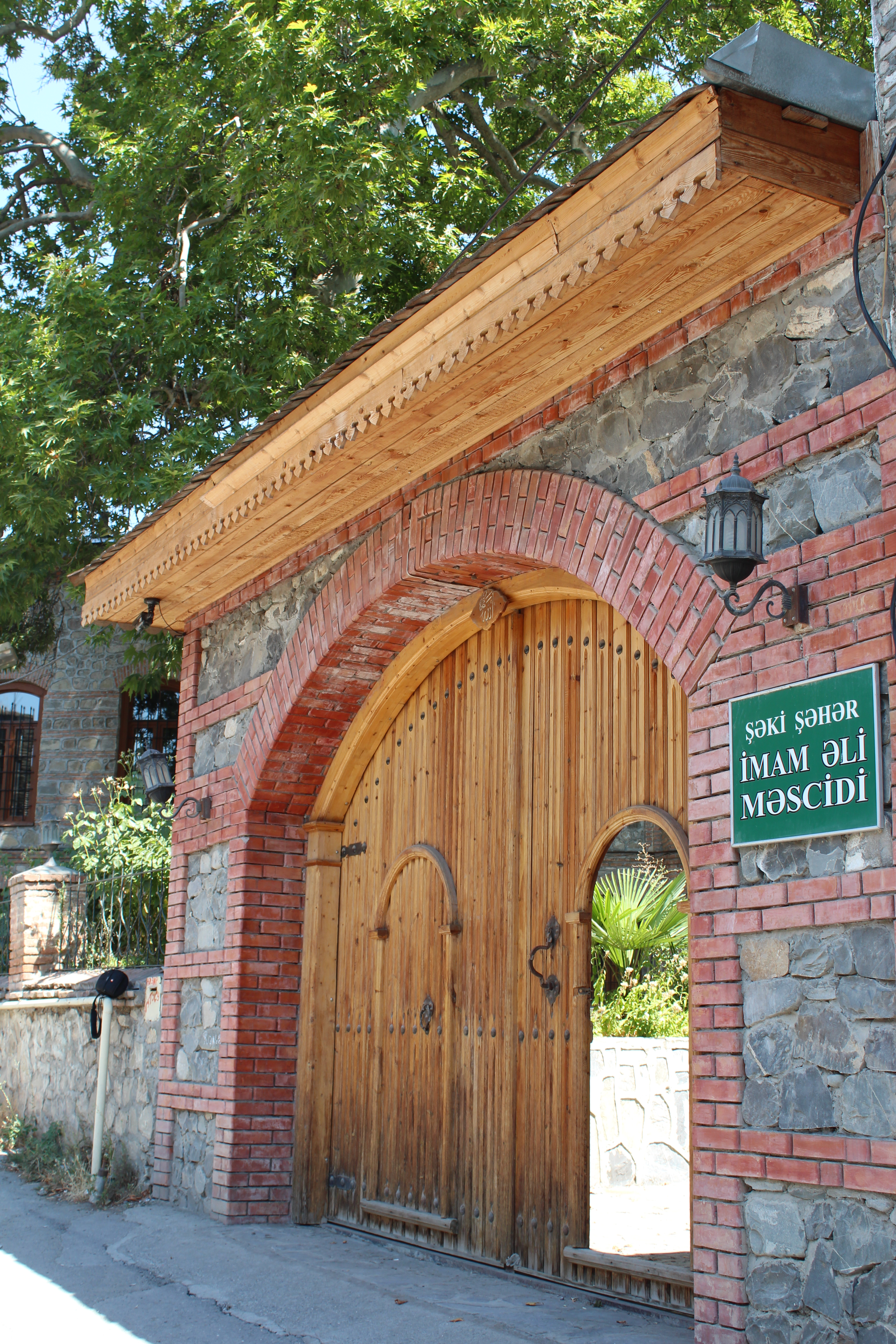
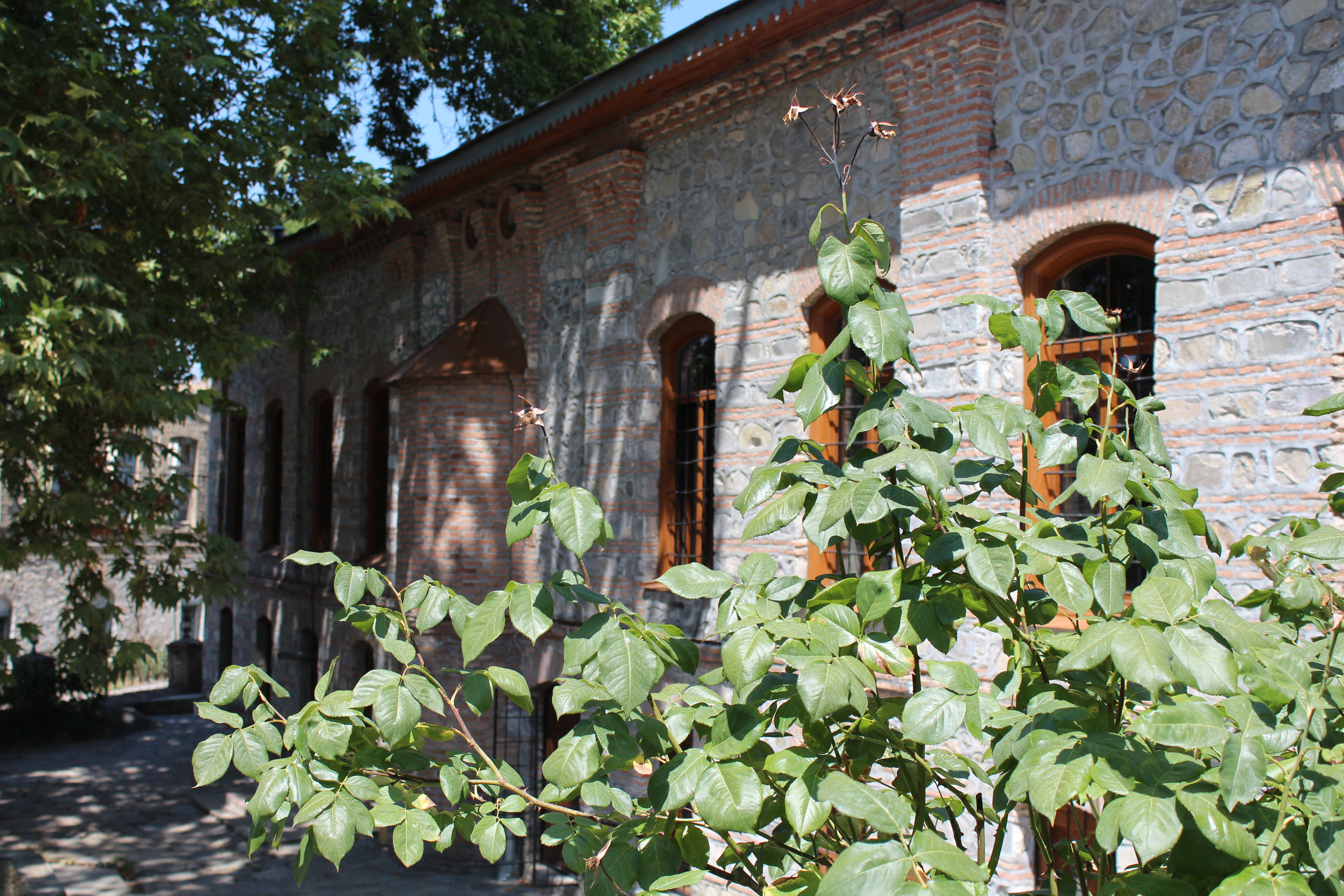
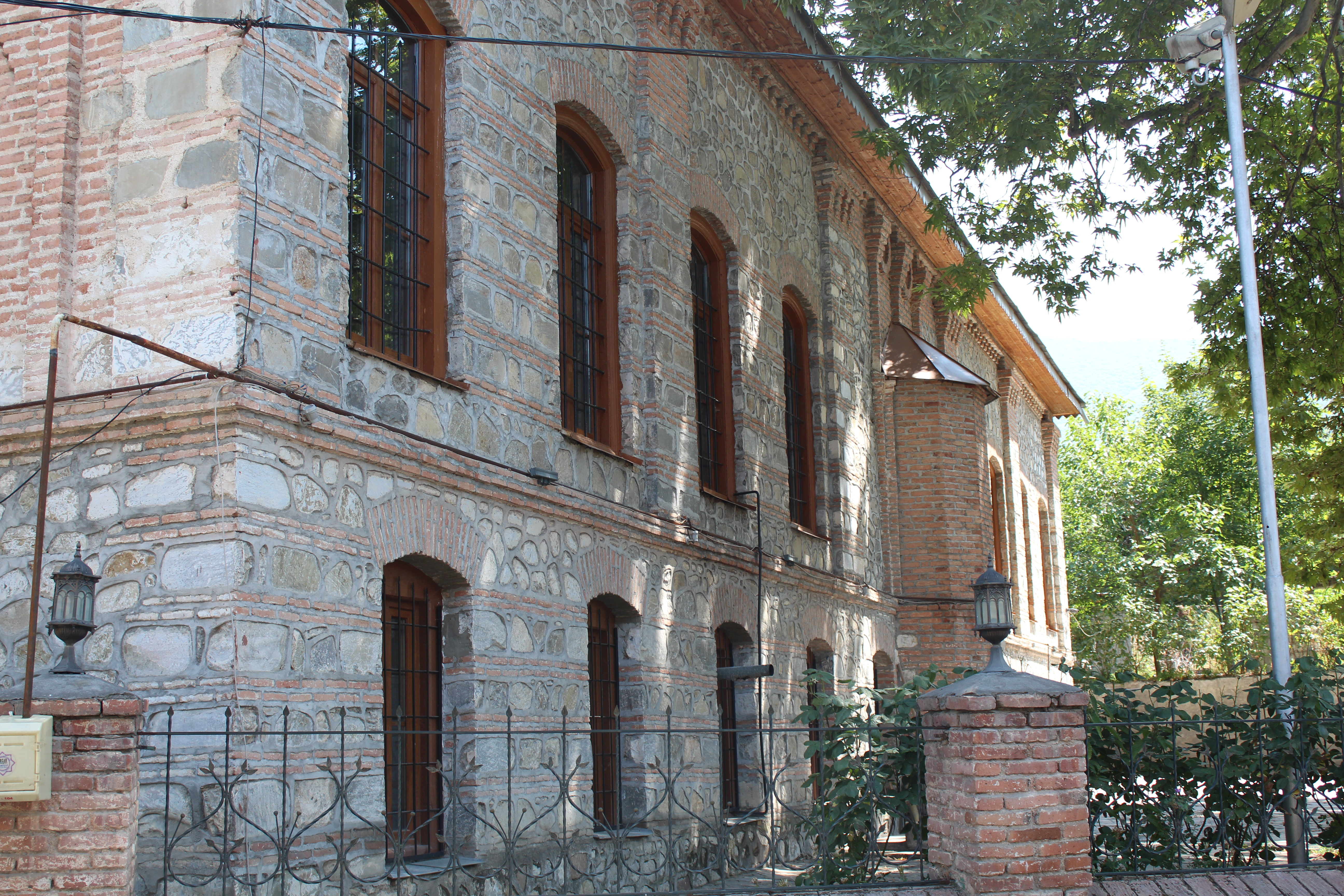